# Pietro Marchetti
Pietro Marchetti, né en 1589 à Padoue et mort dans cette même ville le 16 avril 1673, est un médecin et chirurgien italien.

## Biographie
Marchetti fut d’abord professeur de chirurgie à Padoue, sa patrie. Il devint professeur d’anatomie en 1652, et son traitement fut porté à 500 florins. Depuis 1659, il reçut annuellement 650 florins. En 1661, il eut la faculté de se dispenser d’enseigner l’anatomie et il passa à la première chaire de chirurgie ; il n’en continua pas moins volontairement ces deux cours. Enfin il revint à la seconde chaire d’anatomie, qu’il céda le 23 novembre 1669 à Antonio Marchetti, son fils. Pietro Marchetti mourut le 16 avril 1673. Son corps fut enterré dans la basilique Saint-Antoine de Padoue, dans le même le même tombeau que celui de son fils Domenico.
Pietro Marchetti était un habile chirurgien, et le recueil, quoique bien peu volumineux, des observations qu’il a publiées suffit pour le prouver. La plupart de ces faits, au nombre de cinquante-trois, méritent d’être lus. Les traités qu’il y a joints sur la fistule à l’anus, les ulcères de l’urètre et le spina ventosa ont moins de prix.

## Œuvres
- Sylloge observationum medico chirurgicarum rariorum, Padoue, 1664, in-8° ; Amsterdam, 1665, n-12 ; ibid., 1675, in-8° ; Londres, 1729 in-8°.
- Recueil d'observations rares de médecine et de chirurgie, par Pierre de Marchettis  (trad. Auguste Warmont), Paris, A. Coccoz libraire, 1858 (lire en ligne).
- (la) Tendinis flexoris pollicis ab equo evulsi observatio, Padoue, 1658, in-4°.